# Strahllose Kokardenblume
Die Strahllose Kokardenblume (Gaillardia suavis), auch Duftende Kokardenblume genannt, ist eine Pflanzenart aus der Gattung der Kokardenblumen (Gaillardia) in der Familie der Korbblütler (Asteraceae).

## Merkmale
Die Strahllose Kokardenblume ist eine ausdauernde, krautige Pflanze, die Wuchshöhen von 30 bis 80 Zentimeter erreicht. Möglicherweise bildet sie Wurzelsprosse aus. Die Blätter sind allesamt am Stängelgrund gehäuft, verkehrteiförmig, ganzrandig bis tief fiederschnittig, ganzrandig und haben einen bis zu 4 Zentimeter langen Stiel. Die Spreublätter sind 1 Millimeter lang. Die Strahlenblüten sind nur 6 bis 10 Millimeter lang oder fehlen. Die Scheibenblüten verströmen einen starken süßen Duft und sind meist rotbraun gefärbt. Die Griffeläste sind kahl und kurz.
Die Blütezeit reicht vermutlich von Juni bis Oktober.
Die Chromosomenzahl beträgt 2n = 76.

## Vorkommen
Die Strahllose Kokardenblume kommt in den mexikanischen Bundesstaaten Coahuila, Nuevo León und Tamaulipas sowie im Süden der USA in Texas, Oklahoma und Kansas auf sandigen und oft kalkreichen Prärieböden vor.

## Nutzung
Die Strahllose Kokardenblume wird selten als Zierpflanze genutzt.